# D.B. Foryś
D.B. Foryś, właśc. Dorota Bożena Foryś (ur. 20 lutego 1989 we Wrocławiu) – polska pisarka. Autorka powieści fabularnych, głównie fantastyki i romansów.

## Życiorys
Mieszka i pracuje we Wrocławiu. Z wykształcenia programista i grafik (ukończyła Wrocławską Wyższą Szkołę Informatyki Stosowanej, uzyskując tytuł magistra). Od 2019 roku pracuje jako redaktor i korektor tekstów. Współpracowała z takimi wydawnictwami jak m.in.: Wydawnictwo NieZwykłe, Wydawnictwo Papierówka, Wydawnictwo WasPos. Przygodę z pisarstwem zaczęła od publikowania opowiadań w internecie. Od 2015 roku związana z Grupą Literacką Ailes. Aktywna również na platformie Wattpad.
Zadebiutowała w 2018 roku powieścią Tylko żywi mogą umrzeć, która otwiera cykl Tessa Brown – do dziś powstały trzy tomy oraz trzy opowiadania. W 2020 roku pojawiła się pierwsza część dylogii Miłosna Gra pt. Miłosny blef, w 2021 druga – Miłosna iluzja. Autorka ma na koncie także udział w kilku antologiach tematycznych.

### Nagrody
W 2016 roku powieść Tylko żywi mogą umrzeć (publikowana jeszcze wtedy w formie opowiadania) zdobyła nagrodę Wattys.

## Twórczość

### Dylogia Miłosna Gra
Romans z wątkiem hate-love, erotyka, komedia.
- Miłosny blef (2020)[9]
- Miłosna iluzja (2021)[10]

### Cykl Tessa Brown
Mieszanka fantastyki, romansu, komedii, erotyki, horroru, elementów paranormalnych i przygodowych.
- Tessa Brown (2020)[12] – darmowe opowiadanie, wstęp do cyklu
- Tylko żywi mogą umrzeć (2018)[6] i wznowiona wersja (2019)[13]
- Tylko martwi mogą przetrwać (2019)[14]
- Tylko umarli mogą powstać (2020)[15]

### Antologie (gościnny udział)
- Godzina diabła (2017)[16]
- MDS: Miłosne rewolucje (2018)[17] – opowiadanie Lacrimosa
- Deszczowe sny (2019)[18] – opowiadanie Umarli nie miewają snów z cyklu Tessa Brown
- Dopóki śmierć nas nie rozłączy (2020)[19] – opowiadanie FAUN z cyklu Tessa Brown